# Annika Boras
Annika Boras, född 28 februari 1981 i New Jersey, är en amerikansk skådespelare.
Boras har bland annat medverkat i TV-serien Dr Death. Hon har även medverkat i filmerna The Post och A Kid Like Jake.

## Filmografi (i urval)
- 2017 – The Post
- 2018 – A Kid Like Jake
- 2023 – Dr Death (TV-serie)